# Kanupolo-Weltmeisterschaften 2012
Die Kanupolo-Weltmeisterschaften 2012 der International Canoe Federation fanden vom 5. bis 9. September 2012 auf dem Maltasee in der polnischen Stadt Posen statt.
Bei den Herren nahmen 23 Nationen teil, bei den Damen 17, bei den männlichen Junioren 16 und bei den weiblichen Junioren 7.
Die Herrenmannschaft der Niederlande sicherte sich den Weltmeistertitel durch einen 5:4-Sieg über das deutsche Team. Die deutsche Damenmannschaft gewann ihren Titel durch einen 4:1 im Endspiel gegen die britischen Damen.

## Ergebnisse
| Kategorie  | Gold        | SilberAus              | Bronze      |
| ---------- | ----------- | ---------------------- | ----------- |
| Männer     | Niederlande | Deutschland            | Frankreich  |
| Frauen     | Deutschland | Vereinigtes Königreich | Australien  |
| U21 Männer | Frankreich  | Vereinigtes Königreich | Deutschland |
| U21 Frauen | Deutschland | Frankreich             | Neuseeland  |